# Eurostopodus nigripennis
L'enganyapastors de les Salomó (Eurostopodus nigripennis) és una espècie d'ocell de la família dels caprimúlgids (Caprimulgidae).

## Hàbitat i distribució
És un ocell endèmic dels boscos de Bougainville, illes Shortland, Rendova i Santa Isabel, a les illes Salomó.

## Taxonomia
Ha estat considerat una subespècie d'Eurostopodus mystacalis. El Congrés Ornitològic Internacional (versió 3.5, 2013) el considera una espècie de ple dret, arran les publicacions de Cleere 2010 i Dutson 2011